# Scandinavian Cup w biegach narciarskich 2022/2023
Scandinavian Cup w biegach narciarskich 2022/2023 – kolejna edycja tego cyklu zawodów. Rywalizacja rozpoczęła się 16 grudnia 2022 r. w szwedzkiej miejscowości Östersund, a zakończyła 5 marca 2023 r. w łotewskiej Madonie.
Obrońcami tytułu byli reprezentanci Norwegii: wśród kobiet Marte Skaanes, natomiast wśród mężczyzn Mattis Stenshagen.
Tegorocznymi zdobywcami pucharu zostali: reprezentantka Szwecji Moa Lundgren oraz reprezentant Norwegii Harald Østberg Amundsen.

## Kalendarz i wyniki

### Kobiety
| Lp | Data             | Miejscowość | Dystans                              | 1. miejsce        | 2. miejsce             | 3. miejsce               |
| -- | ---------------- | ----------- | ------------------------------------ | ----------------- | ---------------------- | ------------------------ |
| 1. | 16 grudnia 2022  | Östersund   | Sprint s. klasycznym (1.4 km)        | Jonna Sundling    | Anna Svendsen          | Linn Svahn               |
|    | 17 grudnia 2022  | Östersund   | 10 km s. klasycznym                  | Odwołano          | Odwołano               | Odwołano                 |
| 2. | 18 grudnia 2022  | Östersund   | 20 km s. dowolnym (start masowy)     | Jonna Sundling    | Anna Svendsen          | Moa Lundgren             |
|    | 6 stycznia 2023  | Rovaniemi   | Sprint s. klasycznym (1.4 km)        | Odwołano          | Odwołano               | Odwołano                 |
|    | 7 stycznia 2023  | Rovaniemi   | 20 km s. klasycznym                  | Odwołano          | Odwołano               | Odwołano                 |
|    | 8 stycznia 2023  | Rovaniemi   | 10 km s. dowolnym                    | Odwołano          | Odwołano               | Odwołano                 |
| 3. | 13 stycznia 2023 | Falun       | 10 km s. dowolnym                    | Ebba Andersson    | Ragnhild Gløersen Haga | Moa Lundgren             |
| 4. | 14 stycznia 2023 | Falun       | Sprint s. klasycznym (1.4 km)        | Anna Svendsen     | Ebba Andersson         | Hedda Bakkemo            |
| 5. | 15 stycznia 2023 | Falun       | 30 km s. klasycznym (start masowy)   | Ebba Andersson    | Sigrid Leseth Føyen    | Anna Svendsen            |
| 6. | 3 marca 2023     | Madona      | Sprint s. dowolnym (1,46 km)         | Moa Lundgren      | Maria Hartz Melling    | Ingrid Hallquist         |
| 7. | 4 marca 2023     | Madona      | 10 km s. dowolnym                    | Margrethe Bergane | Marte Skaanes          | Kristin Austgulen Fosnæs |
| 8. | 5 marca 2023     | Madona      | 20 km s. klasycznym (bieg pościgowy) | Margrethe Bergane | Marte Skaanes          | Kristin Austgulen Fosnæs |

### Mężczyźni
| Lp | Data             | Miejscowość | Dystans                              | 1. miejsce              | 2. miejsce              | 3. miejsce              |
| -- | ---------------- | ----------- | ------------------------------------ | ----------------------- | ----------------------- | ----------------------- |
| 1. | 16 grudnia 2022  | Östersund   | Sprint s. klasycznym (1.4 km)        | Lars Agnar Hjelmeset    | Sivert Wiig             | Håvard Moseby           |
|    | 17 grudnia 2022  | Östersund   | 10 km s. klasycznym                  | Odwołano                | Odwołano                | Odwołano                |
| 2. | 18 grudnia 2022  | Östersund   | 20 km s. dowolnym (start masowy)     | Jan Thomas Jenssen      | Harald Østberg Amundsen | Håvard Moseby           |
|    | 6 stycznia 2023  | Rovaniemi   | Sprint s. klasycznym (1.4 km)        | Odwołano                | Odwołano                | Odwołano                |
|    | 7 stycznia 2023  | Rovaniemi   | 20 km s. klasycznym                  | Odwołano                | Odwołano                | Odwołano                |
|    | 8 stycznia 2023  | Rovaniemi   | 10 km s. dowolnym                    | Odwołano                | Odwołano                | Odwołano                |
| 3. | 13 stycznia 2023 | Falun       | 10 km s. dowolnym                    | Harald Østberg Amundsen | Iver Tildheim Andersen  | Martin Kirkeberg Mørk   |
| 4. | 14 stycznia 2023 | Falun       | Sprint s. klasycznym (1.4 km)        | Erik Valnes             | Jan Thomas Jenssen      | Harald Østberg Amundsen |
| 5. | 15 stycznia 2023 | Falun       | 30 km s. klasycznym (start masowy)   | Jan Thomas Jenssen      | Jonas Vika              | Mikael Gunnulfsen       |
| 6. | 3 marca 2023     | Madona      | Sprint s. dowolnym (1,46 km)         | Sindre Bjørnestad Skar  | Harald Astrup Arnesen   | Harald Østberg Amundsen |
| 7. | 4 marca 2023     | Madona      | 10 km s. dowolnym                    | Harald Østberg Amundsen | Iver Tildheim Andersen  | Eirik Sverdrup Augdal   |
| 8. | 5 marca 2023     | Madona      | 20 km s. klasycznym (bieg pościgowy) | Harald Østberg Amundsen | Daniel Stock            | Håvard Moseby           |

## Klasyfikacje
| Lp. | Zawodniczka              | Punkty |
| --- | ------------------------ | ------ |
| 1.  | Moa Lundgren             | 646    |
| 2.  | Tiril Liverud Knudsen    | 498    |
| 3.  | Maren Wangensteen        | 471    |
| 4.  | Kristin Austgulen Fosnæs | 436    |
| 5.  | Johanne Hauge Harviken   | 407    |
| 6.  | Anna Svendsen            | 380    |
| 7.  | Emma Kirkeberg Mørk      | 372    |
| 8.  | Karoline Simpson-Larsen  | 349    |
| 9.  | Mari Nordlunde           | 348    |
| 10. | Berit Mogstad            | 333    |

| Lp. | Zawodnik                | Punkty |
| --- | ----------------------- | ------ |
| 1.  | Harald Østberg Amundsen | 719    |
| 2.  | Jan Thomas Jenssen      | 572    |
| 3.  | Eirik Sverdrup Augdal   | 571    |
| 4.  | Lars Agnar Hjelmeset    | 432    |
| 5.  | Karsten Andre Vestad    | 397    |
| 6.  | Jonas Vika              | 393    |
| 7.  | Håvard Moseby           | 345    |
| 8.  | Mikael Gunnulfsen       | 326    |
| 9.  | Vebjørn Turtveit        | 319    |
| 10. | Andreas Fjorden Ree     | 317    |